# Sint Willibrordusgilde (Alphen)
Het Sint Willibrordusgilde uit Alphen is een handboogschuttersgilde dat in 1966 heropgericht is vanuit handboogschutterij Concordia.